# 세상에서 아빠가 제일 좋아
《세상에서 아빠가 제일 좋아》(世界で一番パパが好き)는 일본의 후지 TV에서 방송된 12부작 드라마이다. 1998년 7월 8일부터 9월 23일까지 매주 수요일 9시에 방영되었다. 평균시청률은 16.5%였다.

## 등장인물
- 오카다 젠조(41세) : 배우 아카시야 산마. 변호사.
- 나카마치 타미(18세) : 배우 히로스에 료코. 오카다 젠조의 딸.
- 후쿠오카 렌 (26세) : 배우 하기와라 마사토.
- 사와구치 카요(28세): 배우 니시다 나오미네기시 법률사무소의 변호사.
- 시미즈 켄타 (19세) : 배우 오카다 요시노리. 나카미치 타미와 같은 재수학원에 다니는 타미의 친구.
- 네기시 요시히코(40세) : 배우 츠가와 마사히코. 네기시 법률사무소의 소장. 변호사.
- 네기시 사유리 (22세) : 배우 하라 사치에. 네기시 요시히코의 딸. 네기시 법률사무소 건물 1층에 있는 커피점 길티(guilty)의 종업원.

## 줄거리
나카미치 타미는 부모의 이혼으로 어머니와 함께 살다 어머니가 병사하자 아버지 오카다 젠조와 살게 된다. 타미는 부모의 이혼이 아버지의 외도 때문으로 알기에 아버지 젠조를 미워한다. 가정을 버린 아버지와의 불안한 재회와 동거. 타미는 아버지를 젠조라고 이름을 부를 뿐 결코 아버지라 부르지 않는다. 여러 일을 겪으며 타미는 아버지를 이해하게 되고...

## 주제가
- TUBE 〈반드시 어디선가〉(きっと どこかで)

| 후지 TV 수요드라마                          | 후지 TV 수요드라마                               | 후지 TV 수요드라마                   |
| 이전 작품                                   | 작품명                                           | 다음 작품                            |
| ------------------------------------------- | ------------------------------------------------ | ------------------------------------ |
| 사랑은 서두르지 않고 (1998.4.15 - 1998.7.1) | 세상에서 아빠가 제일 좋아 (1998.7.8 - 1998.9.23) | 타블로이드 (1998.10.14 - 1998.12.16) |